# Не плачи, дете (књига)
Не плачи, дете (енгл. Weep not, child) је књига кенијског књижевника Нгуги ва Тионга (енгл. Ngugi wa Thiong'o), објављена 1964. године. На српском језику књига је први пут објављена 1979. године у издању Нолита из Београда, и преводу Ане и Драгана Матељак. Поновљено издање је објавила Чаробна књига 2018. године у преводу Владимира Д. Јанковића.

## О аутору
Нгуги ва Тионго је рођен 5. јануара 1938. године недалеко од Најробија као Џејмс Тионго Нгуги. У Уганди је започео студије које је потом завршио у Енглеској. Први роман Не плачи дете објавио је 1964. године. Уследили су даље наслови Пшенично зрно, Крваве латице, Распети ђаво, и други. Писање је започео на енглеском језику, али је од седамдесетих година из политичких и личних разлога почео да пише искључиво на матерњем језику. Пише романе, драме, приповетке, књиге за децу, есеје, академске студије.

## О књизи
Роман Не плачи, дете написан 1964. године и сматра се првим источноафричким романом на енглеском језику.
Роман Не плачи, дете је прича о томе као је устанак аутохтоног становништва против британске колонијалне власти, Мау-Мау, у Кенији, утицао на животе обичних мушкараца и жена, а посебно на једну породицу. Главни ликови су два брата, Нџороге и Камау, који стоје на ђубришту и гледају у своју будућност. Нџороге треба да иде у школу, док Камау планира да се обучава за столара. Али ово је Кенија, и времена су против њих. Мау Мау у шумама воде рат против беле владе, а два брата и њихова породица треба да одлуче где је њихова лојалност. За практичног Камауа, избор је једноставан, али за научника Нџорогеа, тешко је одустати од сна о напретку кроз учење.

## Радња
Иако живе у немаштини, младог Нџорогеа мајка подстиче да се школује и тако избори за своје место под сунцем. Он би био први из породице који би се школовао. Породица живи на имању чији је власник Џакобо, Африканац који се обогатио шурујући с белим досељеницима, посебно с господином Хауландсом, најмоћнијим земљопоседником у том делу Кеније. Његов млађи брат, Камау, ради као столарски шегрт, а други, старији, Боро, преживљава трауме по повратку из Другог светског рата, у који је одведен на силу и где му је на рукама умро рођени брат. Њихов отац, Нгото, је угледан човек у крају који одржава имање господина Хауландса, више из жеље да сачува и негује земљу својих предака, а не због новчане надокнаде или привилегија. Запослени црнци, јефтина радна снага, једног дана дижу се на штрајк тражећи веће плате. Нгото тада одлази на протестни скуп, и тамо ће одиграти улогу која ће изменити стварност како његове породице тако и ширег окружења. Заводи се ванредно стање, влада страх и терор. За то време, развија се веза између Нџорогеа, амбициозног сањара, и независне Мвихаки, кћерке омраженог Џакоба.
Нџороге не може да разуме зашто њихови очеви, иако су обојица припадници истог народа, следе различите планове за решавање неприлика у којима се нашла њихова домовина. Нџорогереов отац ишчекује одлазак белог човека, а отац девојке помаже белцу да се одржи на тој земљи, јер воли новац више од слободе.